# Metagonia mcnatti
Metagonia mcnatti là một loài nhện trong họ Pholcidae. Loài này được phát hiện ở México.